# Часниковська сільська рада (Уфимський район)
Часнико́вська сільська рада (рос. Чесноковский сельский совет) — муніципальне утворення у складі Уфимського району Башкортостану, Росія. Адміністративний центр — село Часниковка.
2004 року до складу сільради зі складу Кіровського району Уфи була передана територія площею 0,66 км².

## Населення
Населення — 7734 особи (2019, 4310 в 2010, 2992 в 2002).

## Склад
До складу поселення входять такі населені пункти:
| Населений пункт      | Населення, осіб (2002) | Населення, осіб (2010) |
| -------------------- | ---------------------- | ---------------------- |
| Геофізиків, присілок | 465                    | 509                    |
| Загорський, присілок | 161                    | 272                    |
| Торф'яний, присілок  | 170                    | 196                    |
| Часниковка, село     | 2196                   | 3333                   |